# VIAG Interkom

Logo von Viag Interkom

Viag Interkom war ein unabhängiger Telekommunikationsanbieter in Deutschland, der 1995 unter dem Dach des Mischkonzerns VIAG entstanden war, ab 2002 unter dem Namen O2 firmierte und seit 2006 ein vollständiges Tochterunternehmen des spanischen Telekommunikationskonzerns Telefónica ist.

## Geschichte
Die 1923 in Berlin gegründete Holding-Gesellschaft VIAG gründete 1995 mit British Telecommunications das Joint-Venture Viag Interkom, an dem bis Herbst 1996 auch RWE beteiligt war. Am 4. Februar 1997 bekam das Gemeinschaftsunternehmen E2 Mobilfunk GmbH & Co. KG den Zuschlag für eine Lizenz über den zweiten Teil des E-Netzes (E2).
Hinter der Bewerbung für die Lizenz stand die Idee, Mobilfunknetz und Festnetz neuartig miteinander zu verbinden, die später unter der Marke Genion realisiert wurde.
VIAG und British Telecom ließen darum die Tochterunternehmen E2 Mobilfunk GmbH, VIAG Interkom GmbH und Bayernwerk Netkom GmbH zum 1. April 1997 zur neuen Gesellschaft VIAG Interkom GmbH & Co verschmelzen.
Damit ging auch die Lizenz für das noch zu bauende Mobilfunknetz auf das neue Unternehmen über, am 1. Oktober 1998 startete Viag Interkom seinen Netzbetrieb in anfangs acht Ballungszentren. Viag Interkom war damit neben T-D1 (1992 gegründet, Nachfolger von Deutsche Bundespost), D2 Mannesmann Mobilfunk (1989 gegründet) und E-Plus (1993 gegründet) der vierte deutsche Mobilfunkanbieter.
Wegen ungenügender Netzabdeckung – erreichbar waren in den Ballungszentren nur 45 Prozent der Bevölkerung in Deutschland – schloss VIAG Interkom im Juli 1998 einen Vertrag mit der schweizerischen Swisscom, so dass E2-Kunden außerhalb der bereits erschlossenen Gebiete mittels Roaming über die Swisscom telefonieren konnten.
Dieses Roaming war umständlich und setzte ein Dualbandmobiltelefon voraus, weil über das D-Netz telefoniert wurde.
Viag Interkom nutzte also via SwissCom die D-Netze seiner deutschen Konkurrenten, ohne direkte Vertragsbeziehungen mit diesen. Wegen dieser ungewöhnlichen Lösung wurde VIAG Interkom umgehend von seinen Konkurrenten verklagt. Im November hatte sich bereits die EU-Wettbewerbskommission eingeschaltet und ein Prüfverfahren eingeleitet.
Ohne das Ergebnis dieses Verfahrens abzuwarten, begannen Verhandlungen mit T-Mobile (D1), um einer Entscheidung zuvorzukommen.
Im März 1999 erreichte der Ausbau des E2-Netzes 55 Prozent Netzabdeckung und dank des Roaming-Vertrags mit T-Mobile telefonierten die Kunden außerhalb der Ballungszentren über das D1-Netz.
Unter dem Markennamen Genion bot Viag Interkom ab 1999 eine Kombination aus Mobilfunk- und Festnetzanschluss (Fixed Mobile Convergence) an, mit dem innerhalb eines sogenannten Heimbereichs (Homezone) Telefonate zu festnetzähnlichen Preisen geführt werden konnten und der Teilnehmer unter einer eigenen Festnetznummer auf dem Handy erreichbar war. Dies war ein Alleinstellungsmerkmal vor dem Hintergrund, dass zu dieser Zeit Anrufe zwischen verschiedenen Netzen noch erheblich teurer waren als Anrufe innerhalb des Festnetzes. Der Tarif existierte noch bis April 2009 bei O2 Deutschland unter dem Namen Genion.
Viag Interkom besaß ein Telekommunikationsnetz mit einer Länge von knapp 4000 Kilometern in Bayern und Thüringen, das Mitte der 1990er als eines der größten privaten Glasfasernetze in Deutschland galt. Außerdem gehörte dem Unternehmen ein bundesweites Datenübertragungsnetz (Domestic-Frame-Relay-Service), und es bot die Dienste von Concert Frame Relay Services an, das ein Joint-Venture der BT Group und MCI Worldcom war. Die Datenübertragungsraten lagen zwischen 64 kBit/s und 2 MBit/s.
1997 erwarb der norwegische Konzern Telenor 10 % der Anteile. VIAG und die BT Group hielten jeweils 45 %. Nach der Ersteigerung der UMTS-Lizenzen im Jahr 2000 übernahm die BT Group im ersten Halbjahr 2001 das Unternehmen vollständig. Die inzwischen aus der Fusion der Viag mit der Veba hervorgegangene E.ON erhielt für ihren 45 % Anteil 11,4 Milliarden Euro. Der Mobilfunkbereich von Viag Interkom (später: O2) wurde in die damalige BT-Mobilfunktochter Telefónica Deutschland Holding eingegliedert, der Festnetzbereich (später: BT Germany) in die BT-Festnetzsparte. Wenig später trennte sich die BT Group von ihrer O2-Beteiligung, sodass auch die Verbindungen zwischen den beiden deutschen Gesellschaften gelöst wurden. Der Name Viag Interkom wurde im Mai 2002 aufgegeben; der Anbieter nannte sich fortan auch in Deutschland O2.

## Sponsoring
1998 war VIAG Interkom Trikotsponsor der Bundesligavereine Eintracht Frankfurt und 1. FC Nürnberg.